# Vultee XA-41
Die Vultee XA-41 (Werksbezeichnung Model 90) war ein US-amerikanisches Kampfflugzeug zur Luftnahunterstützung. Ursprünglich war die XA-41 als Sturzkampfflugzeug vorgesehen. Da man aufgrund der Erfahrung beim United States Army Air Corps (USAAC) jedoch glaubte, dass Sturzkampfflugzeuge zu verletzlich gegen Angriffe durch Jagdflugzeuge sind, sah man von der ursprünglichen Absicht ab, die XA-41 als solches einzusetzen. Obwohl die XA-41 ein schlagkräftiges Kampfflugzeug war, wurde sie von fortschrittlicheren Technologien überholt und kam nie in die Serienfertigung.

## Konstruktionsmerkmale und Entwicklung
Die Ingenieure bei Vultee bauten die XA-41, welche firmenintern als Modell 90 bezeichnet wurde, um den großen, 2237 kW starken Mehrfachsternmotor Pratt & Whitney R-4360 Wasp Major herum. Der Tragflächengrundriss ähnelte jenem der früheren Vengeance. Die Flügelvorderkante war ungepfeilt, während die Hinterkante eine deutliche negative Pfeilung aufwies. Die äußeren Tragflächenabschnitte hatten eine leichte V-Stellung. Neben einer außen aufgehängten Bombenlast konnten zusätzlich in einem Schacht im Rumpf Bomben mitgeführt werden. Das einsitzige Cockpit lag auf Höhe der Flügelvorderkante und ermöglichte so eine gute Sicht nach unten.
Nachdem sich die Prioritäten bezüglich des Einsatzes während der Entwicklungsphase geändert haben, wurden die zwei ursprünglich bestellten Prototypen wieder gestrichen. Trotzdem drängten die United States Army Air Forces (USAAF) auf einer Fertigstellung des ersten Prototyps als Versuchsträger für das Wasp-Major-Triebwerk, das auch in der Boeing B-29 zum Einsatz kommen sollte.

## Erprobung
Die XA-41 mit der USAAF-Seriennummer 43-35124, welche am 11. Februar 1944 zum ersten Mal flog, zeigte gute Flugleistungen mit einer Höchstgeschwindigkeit von 570 km/h (354 mph) und eine sehr gute Steuerbarkeit, mit der man sogar eine P-51 Mustang auskurven konnte. Da jedoch die militärischen Aufträge durch das nahende Ende des Zweiten Weltkriegs ausblieben, kam es auch nicht mehr zu Aufträgen für eine Serienproduktion. Das Flugzeug wurde daher lediglich noch bei der USAAF als Versuchsträger für Motoren und von der U.S. Navy in Vergleichsflügen mit anderen zeitgenössischen Schlachtflugzeugen, wie der Douglas AD-1 Skyraider und der Martin AM-1 Mauler eingesetzt. Anschließend ging das Flugzeug zur Fortsetzung der Triebwerkserprobung mit dem zivilen Luftfahrzeugkennzeichen NX60373N an die Pratt-&-Witney-Abteilung bei United Aircraft. Die Erprobung wurde 1950 abgeschlossen und das Flugzeug anschließend verschrottet.

## Technische Daten
| Besatzung             | 1                                                                                 |
| Länge                 | 14,83 m                                                                           |
| Spannweite            | 16,46 m                                                                           |
| Höhe                  | 4,24 m                                                                            |
| Flügelfläche          | 50,2 m²                                                                           |
| Flügelstreckung       | 5,4                                                                               |
| Leermasse             | 6.078 kg                                                                          |
| max. Startmasse       | 10.971 kg                                                                         |
| Triebwerk             | ein Sternmotor Pratt & Whitney R-4360 Wasp Major mit 2.237 kW (3.041 PS) Leistung |
| Höchstgeschwindigkeit | 584 km/h                                                                          |
| Einsatzreichweite     | 1.290 km                                                                          |
| max. Reichweite       | 1.530 km                                                                          |
| Dienstgipfelhöhe      | 8.900 m                                                                           |
| Steigleistung         | 832 m/min                                                                         |
| Bewaffnung            | vier 0.50-Zoll-MG in den Tragflächen, 2.900 kg Bombenzuladung, 8–12 Raketen       |